# کانال‌ست
کانال‌ست (به فرانسوی: Canalsat) یک شرکت ارائه کننده خدمات ماهواره‌ای به صورت تلویزیون ماهواره‌ای، تلویزیون پروتکل اینترنت و پخش ویدیوی دیجیتالی–زمینی است.
این شرکت در تاریخ ۱۴ نوامبر ۱۹۹۲ تأسیس شده و شرکت ویوندی مالک آن می‌باشد.